# Elkalyce amyntas
Elkalyce amyntas är en fjärilsart som beskrevs av Denis och Ignaz Schiffermüller 1775. Elkalyce amyntas ingår i släktet Elkalyce och familjen juvelvingar. Inga underarter finns listade i Catalogue of Life.